# ایوان تخت مرمر
ایوان تخت مرمر یا ایوان دارالاماره و ایوان دیوان‌خانه قدیمی‌ترین بنای کاخ گلستان تهران است که ساخت آن را به کریم‌خان زند نسبت می‌دهند. این اثر با نام عمارت تخت مرمر در تاریخ ۱۱ بهمن ۱۳۳۴ با شمارهٔ ثبت ۴۱۶ به‌عنوان یکی از آثار ملی ایران به ثبت رسیده است. 

## پیشینه

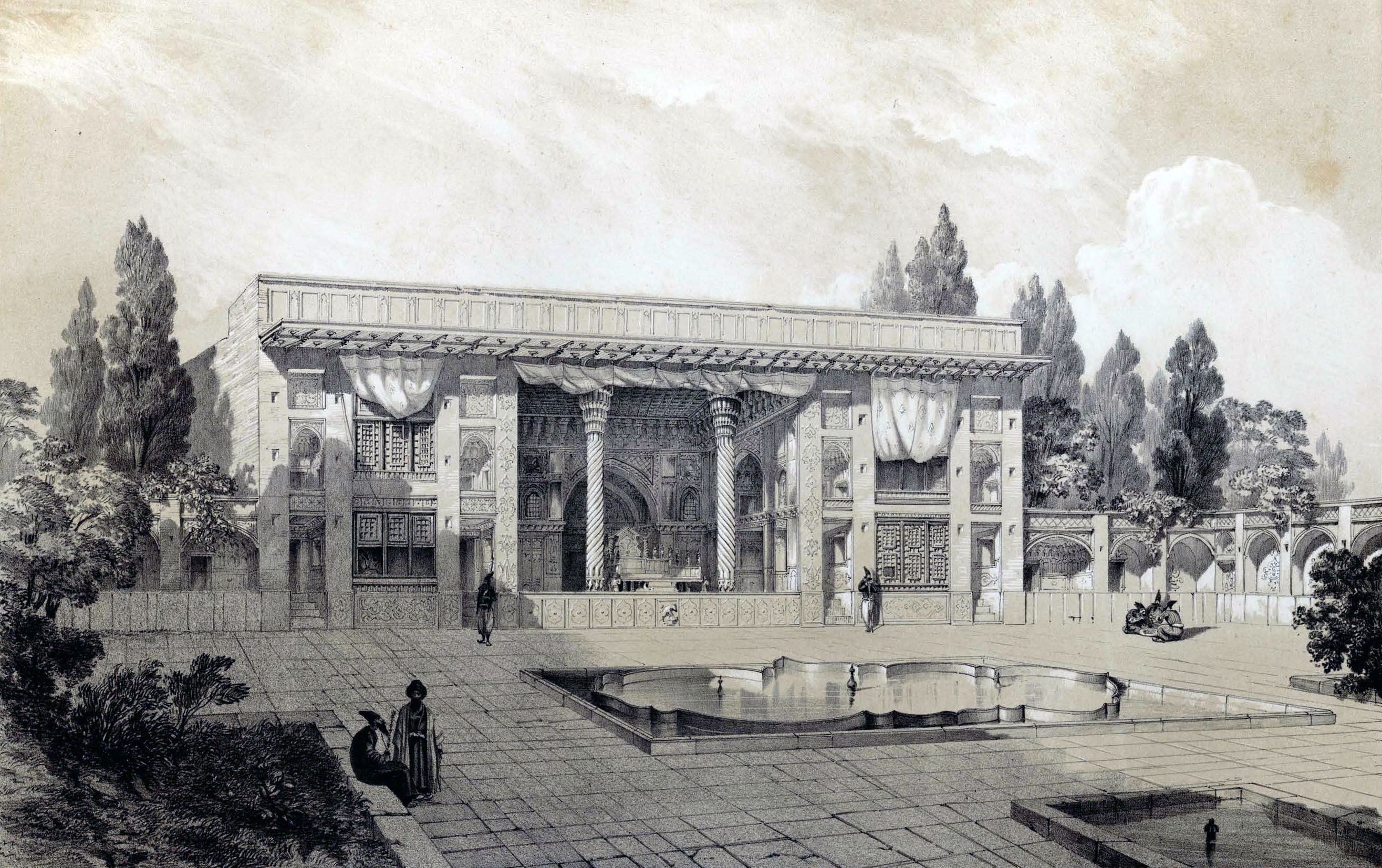
نمایی از تخت مرمر در ایوان تخت مرمر در کاخ گلستان به سال ۱۸۴۰ میلادی که توسط اوژن فلاندن، نقاش و معمار فرانسوی کشیده‌شد. دیوان‌خانه قدیمی‌ترین بنای کاخ گلستان است.

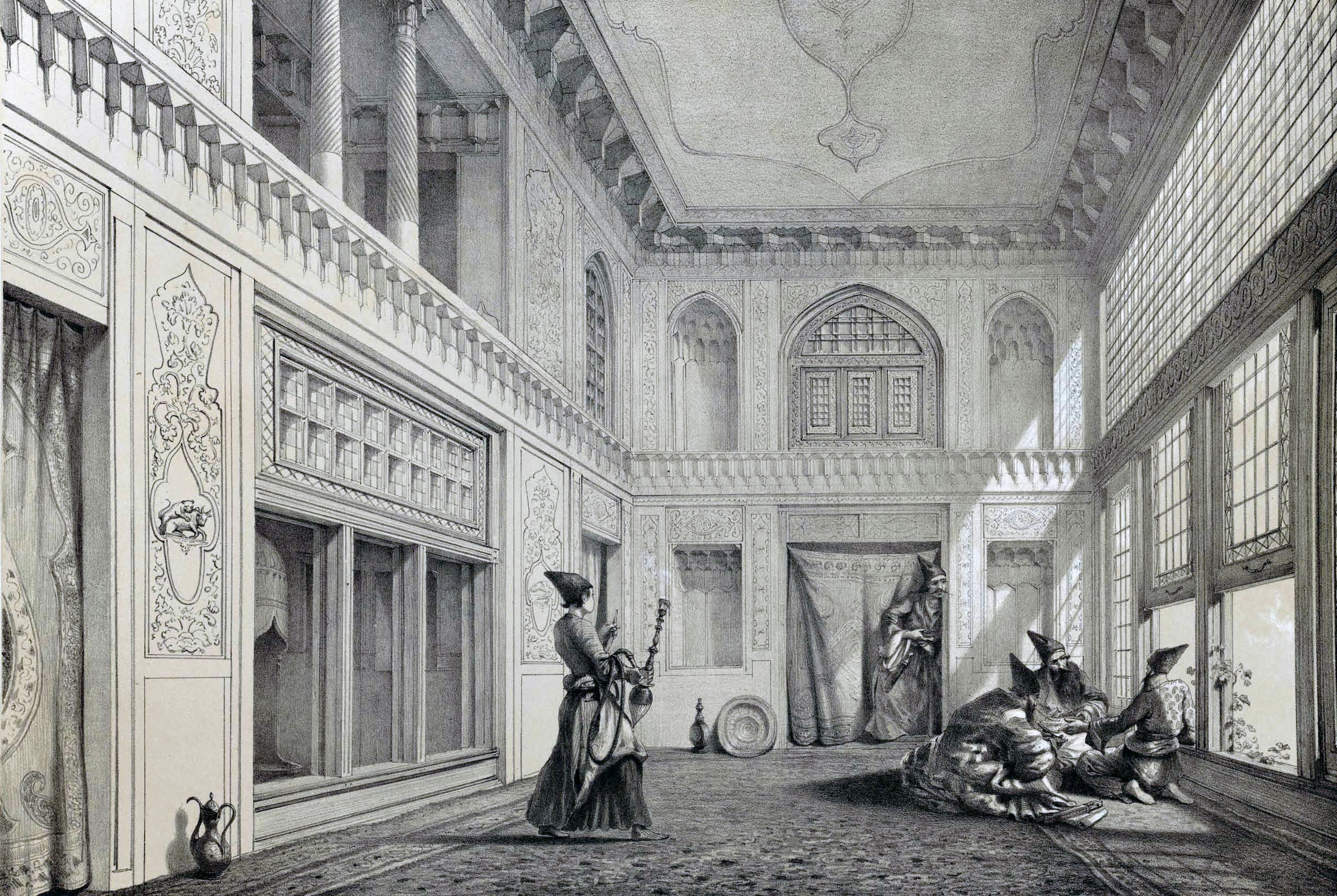
اندرون عمارت دیوان‌خانه در دوران محمدشاه قاجار؛ کاری از هنرمند فرانسوی اوژن فلاندن.

این ایوان که پیش از این دیوان‌خانه و ایوان دارالاماره نامیده می‌شد، در سال ۱۱۷۳ بنا گردید. در دوران سلطنت سلسله زند، شاهان در این مکان گرد می‌آمدند و در ایام نوروز و عیدهای دیگر به طبقات مختلف مردم شادباش می‌دادند. ساختمان این عمارت دو بار دستخوش تغییرات وسیع شد؛ بار اول در سال ۱۲۰۶ که آقامحمد خان به شیراز لشکر کشید و در آنجا قصر وکیل را ویران کرد، دستور داد پرده‌های نقاشی و آینه‌های قدی و مرمرها و ستونهای بلند و درهای خاتم کاری آن را به تهران منتقل و در ایوان دیوانخانه نصب کنند، ساختمان دچار تغییر شد، سقف آن را بلندتر کردند تا ستونهای مرمر را در آن کار گذارند و بعضی طاقچه‌ها و طاق نماها را پر کردند. تغییرات وسیع تر در حدود سال ۱۳۰۰ هجری قمری در دوران سلطنت ناصرالدین شاه و در پی بروز خرابی‌هایی در ساختمان ایوان انجام شد. تزئینات ایوان از گچبری، سنگ‌تراشی، خاتم کاری، آینه کاری و منبت و مشبک بسیار زیبا و دل‌انگیز است.
در این فضا شش پرده بزرگ نقاشی از فتحعلی شاه و جنگ غوریان، شکارگاه شاه اسماعیل صفوی و پیکار امیر تیمور با ایلدرم بایزید سلطان عثمانی نصب شده‌است. در طاق نماهای زیر سقف نیز چندین تابلوی کوچک رنگ روغن از صورت زنان و مردان فرنگی در پشت شیشه نصب شده بود که برخی از آن‌ها هنوز در این ایوان قرار دارد. یکی از زیباترین متعلقات این ایوان که نام بنا نیز از آن مأخوذ شده، تخت مرمر یا تخت سلیمانی است که ساخت آن را به کریم خان زند نسبت می‌دهند ولی بعضی بر این باورند که اساس آن از عهد وی بوده‌است و به زمان آقا محمد خان تغییراتی در آن داده‌اند. همچنین برخی آن را از دوره صفوی می‌دانند.
این بنا جای تاجگذاری و مراسم سلام نوروزی شاهان قاجار بود. آخرین مراسم برگزار شده در این محل، جلوس رضا شاه پهلوی در آذر ماه ۱۳۰۴ خورشیدی پس از تنفیذ پادشاهی توسط مجلس مؤسسان بوده‌است. گفته می‌شود پس از انقلاب اسلامی سر یکی از فرشتگان حامل تخت به سرقت رفته‌است.

## وجه تسمیه
به دلیل قرارگیری تخت مرمر در این عنوان آن را به این نام می‌شناسند.

## نگارخانه

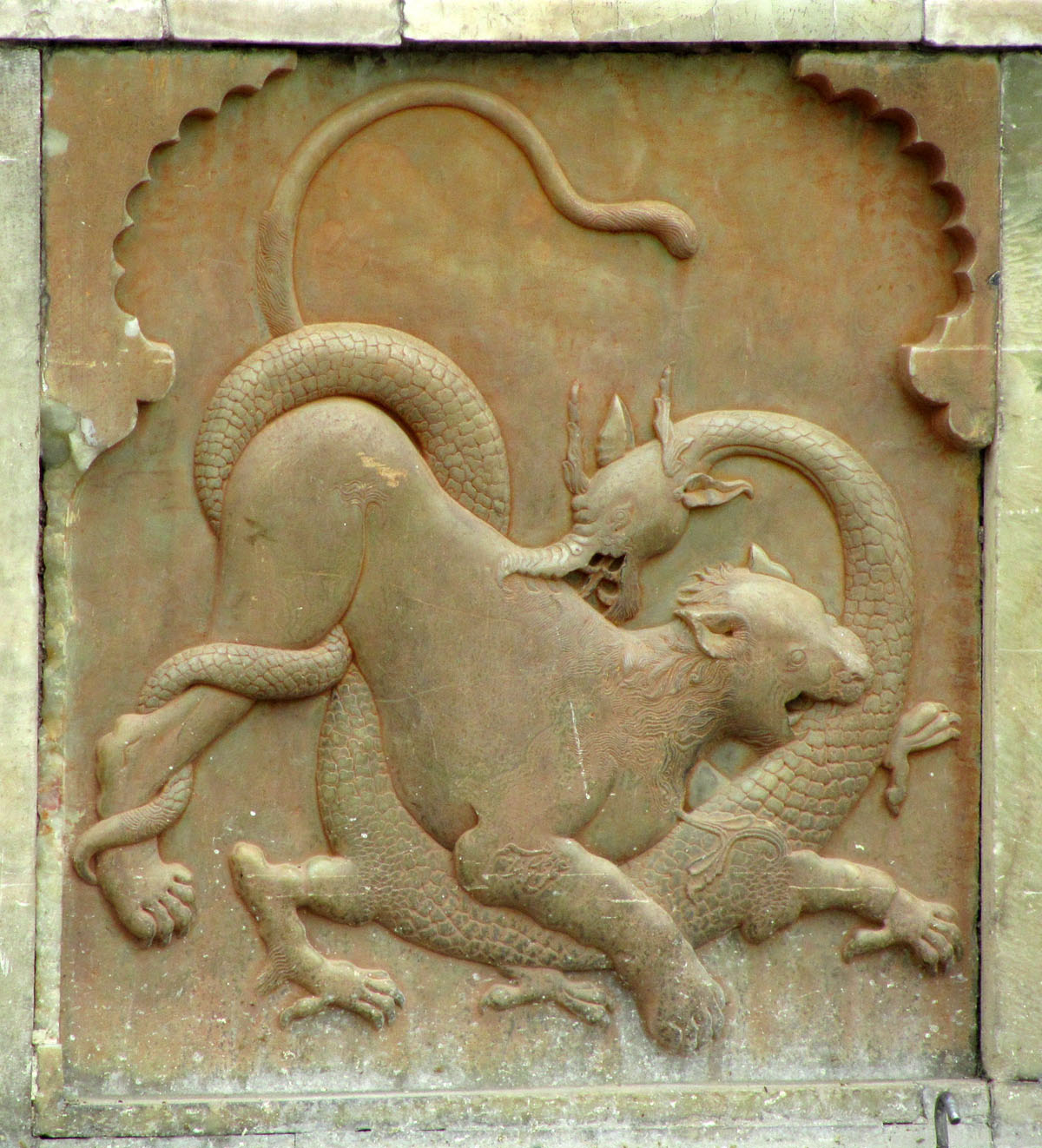
نقش برجستهٔ جلوی ایوان تخت مرمر
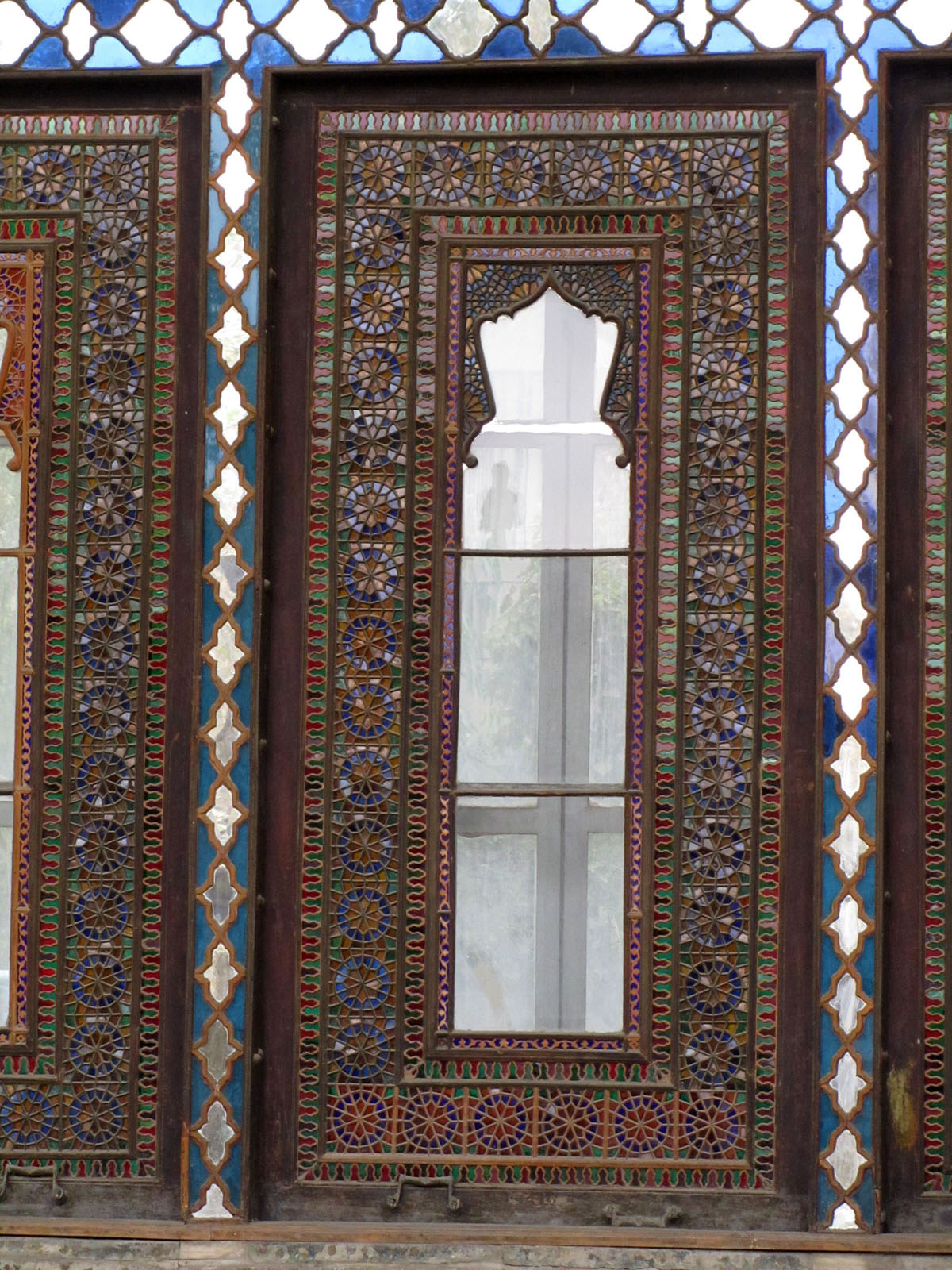
پنجره‌های ایوان تخت مرمر
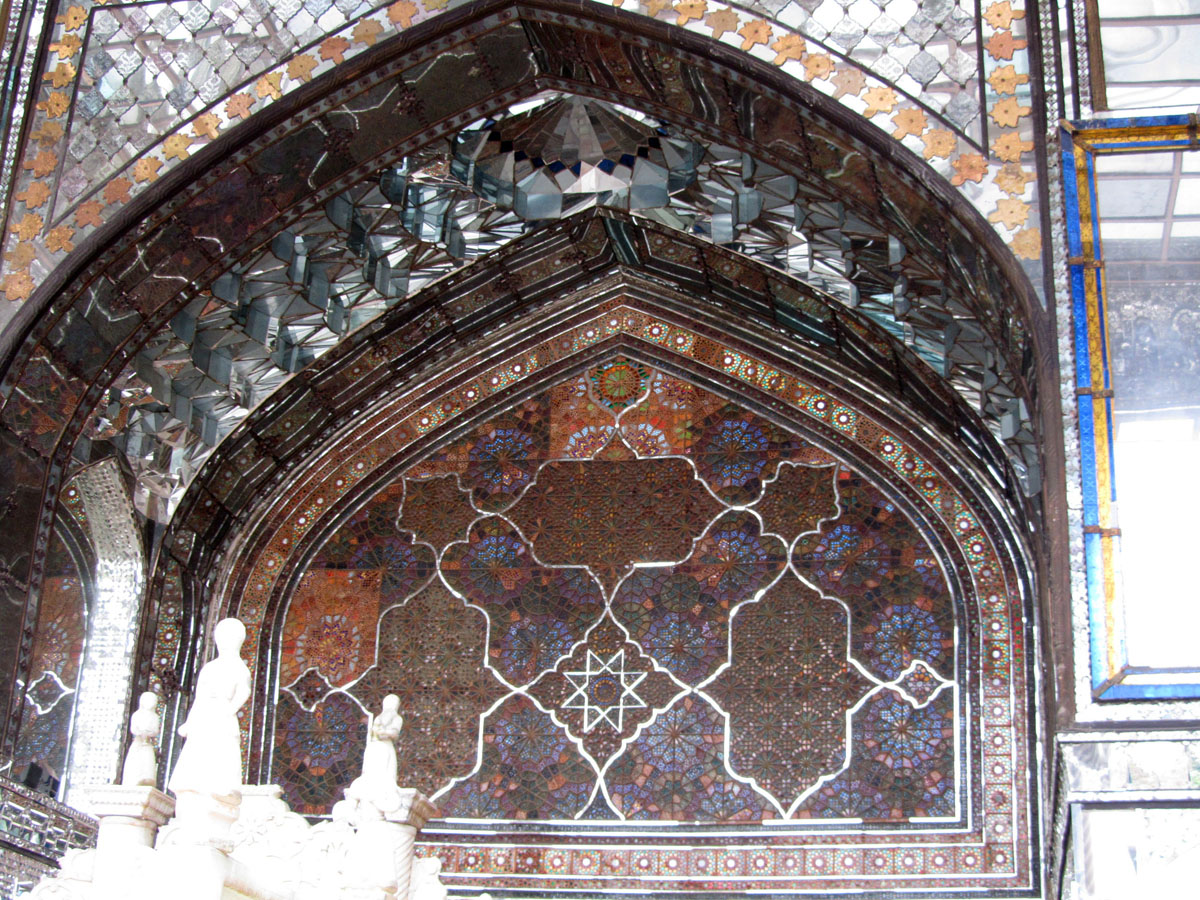
تاق داخلی ایوان تخت مرمر
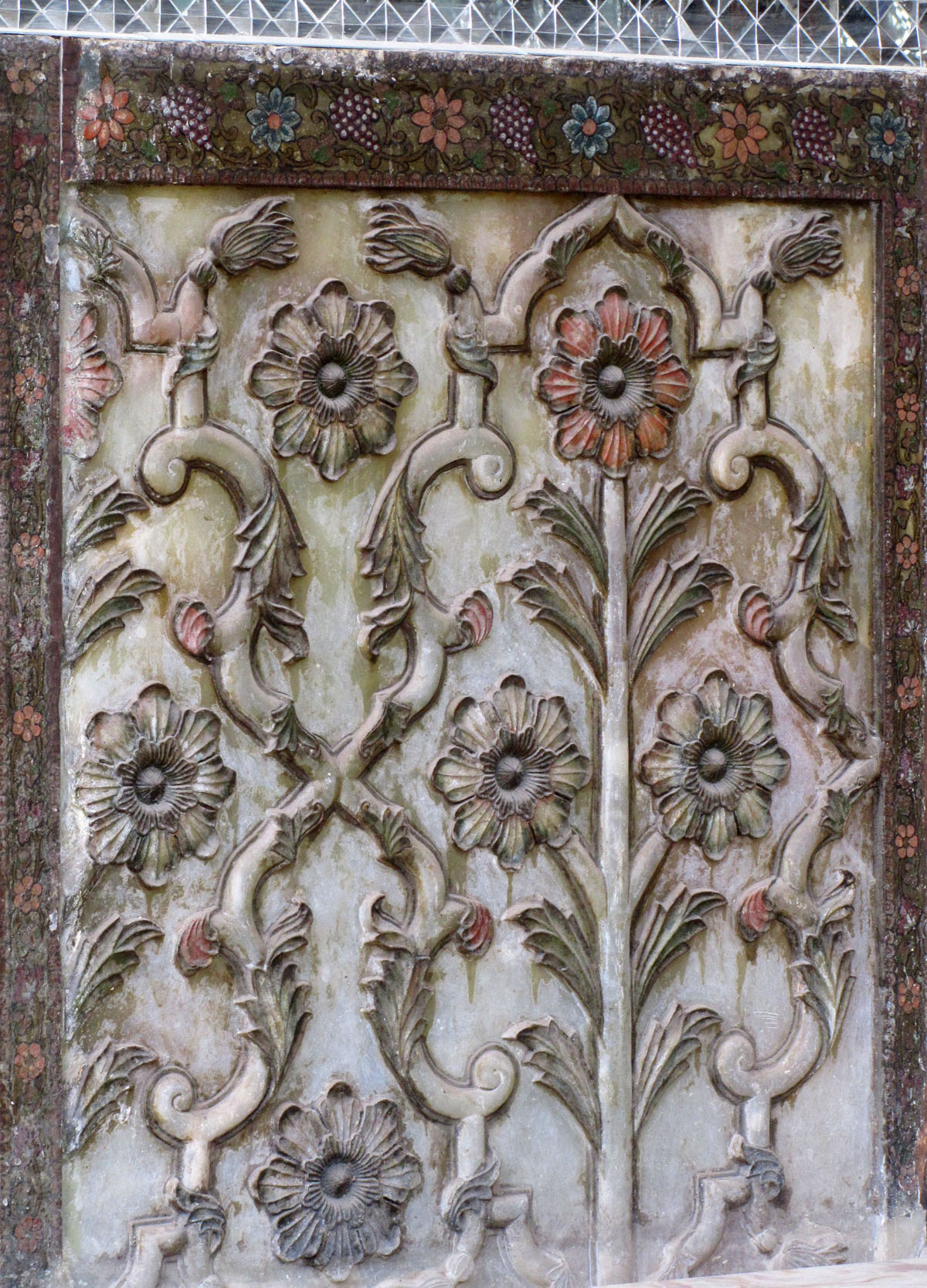
سنگ پائین دیوار ایوان تخت مرمر
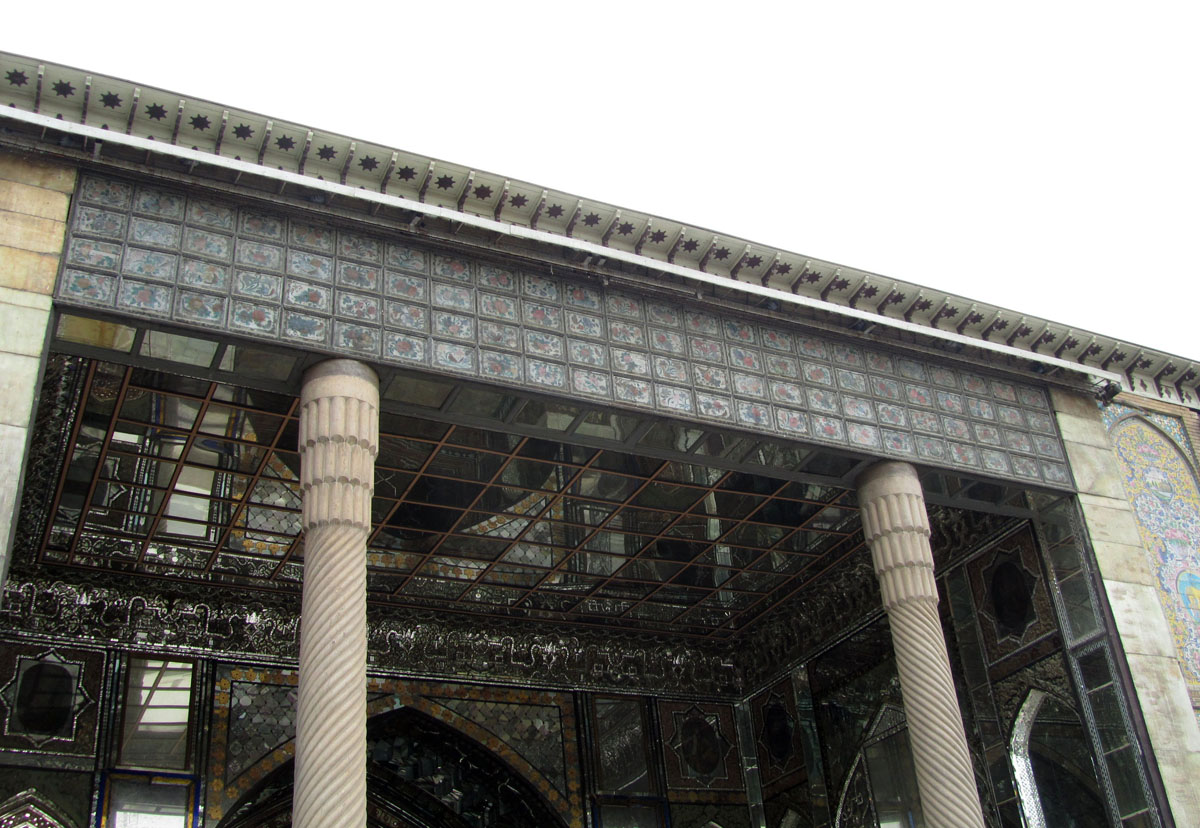
سقف ایوان تخت مرمر
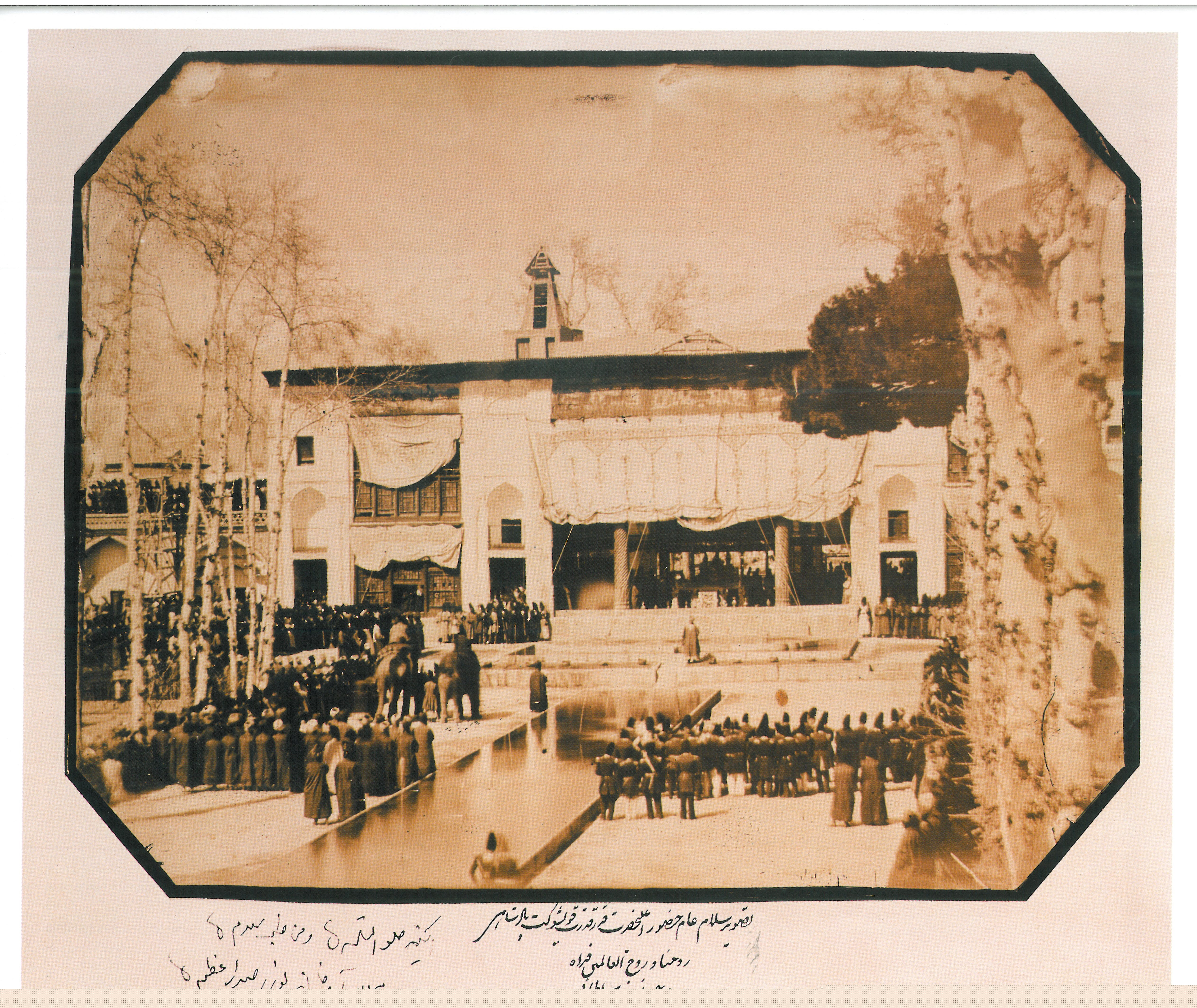
آیین سلام نوروزی در برابر ایوان تخت مرمر
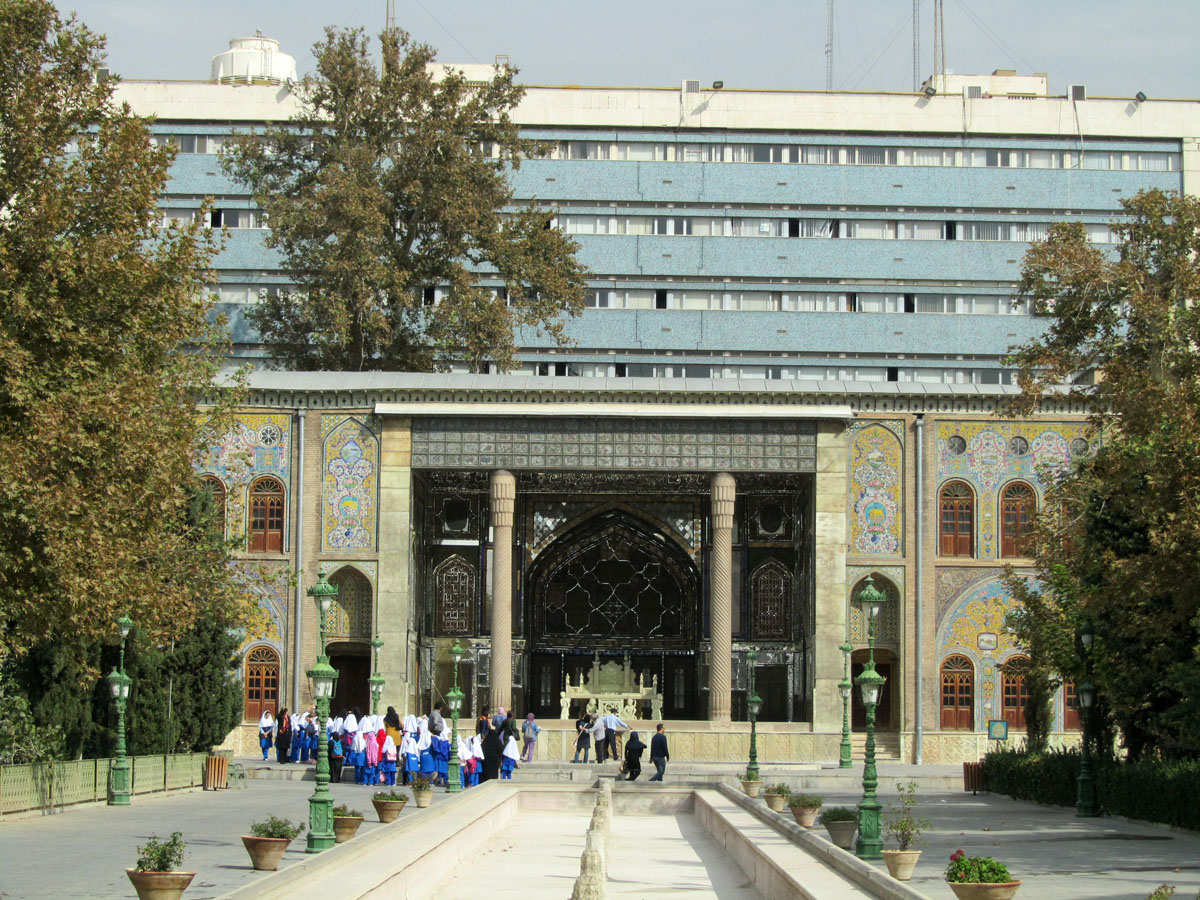
نمای کلی از ورودی مجموعه کاخ‌های گلستان به ایوان تخت مرمر
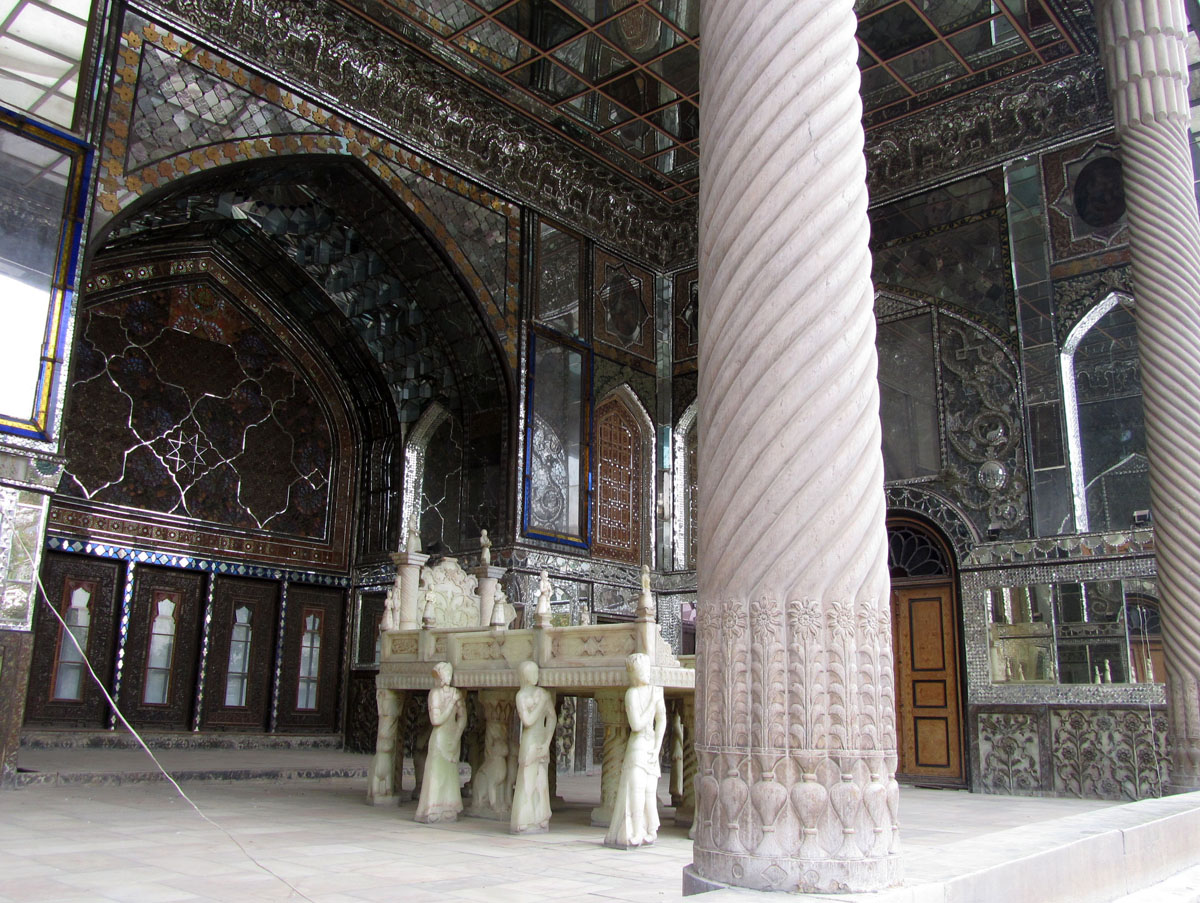
ستون دوره زندیه
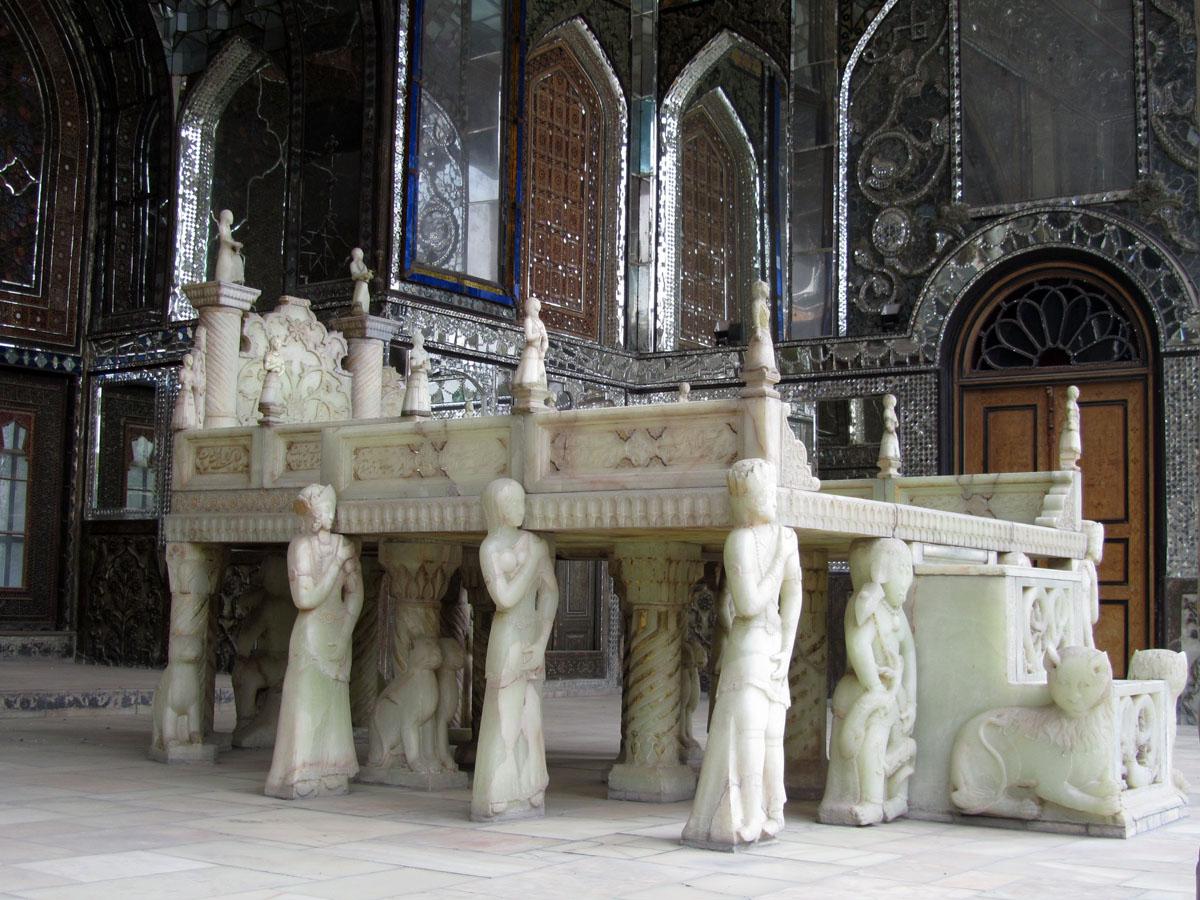
تخت مرمر
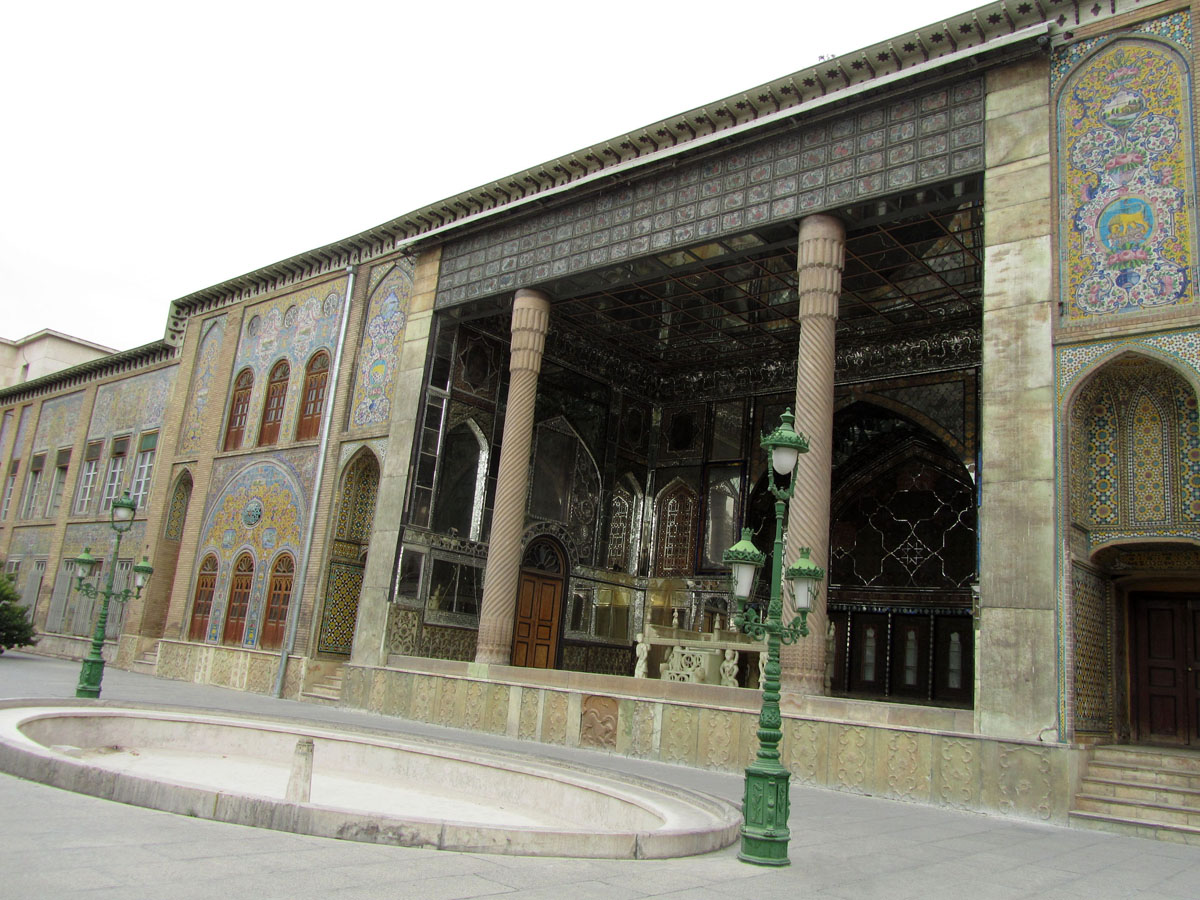
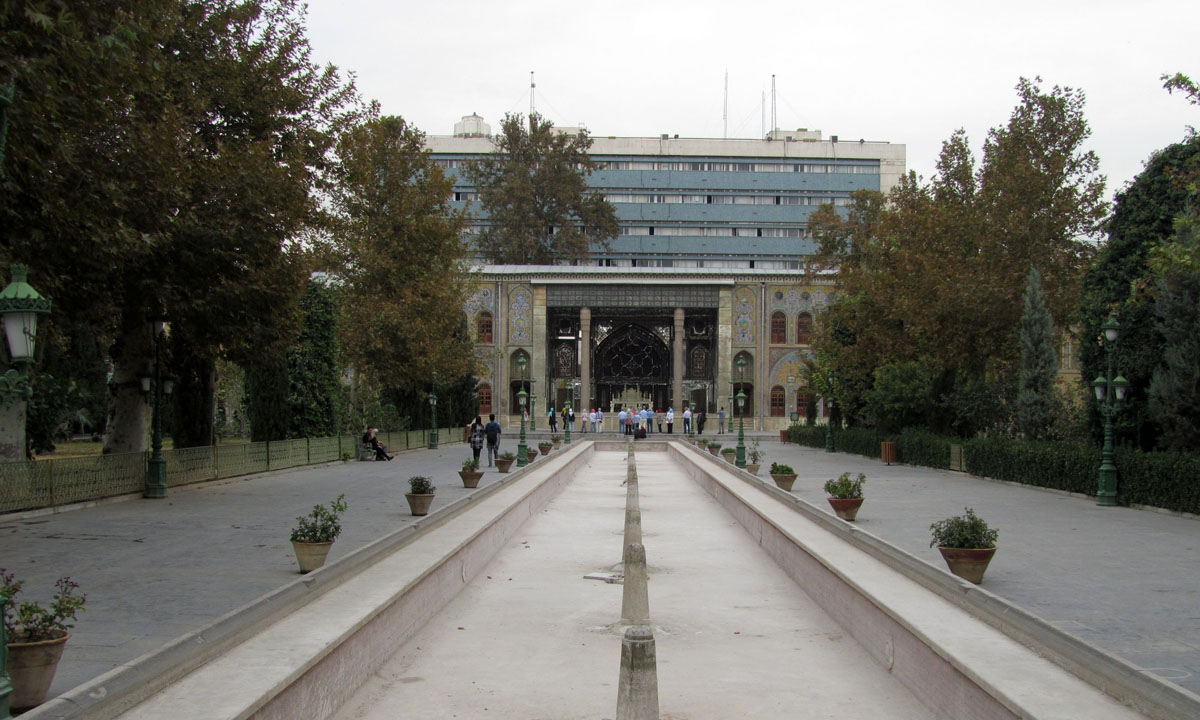
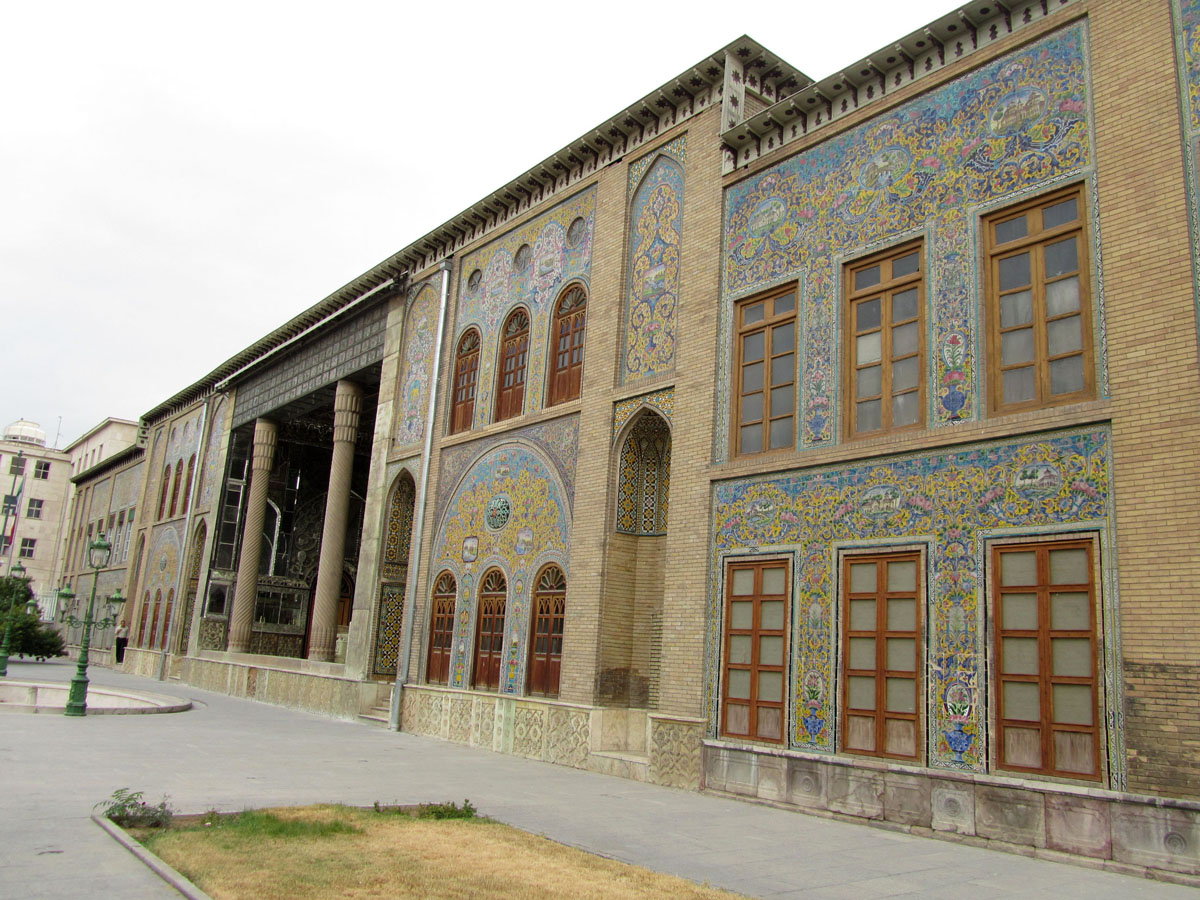
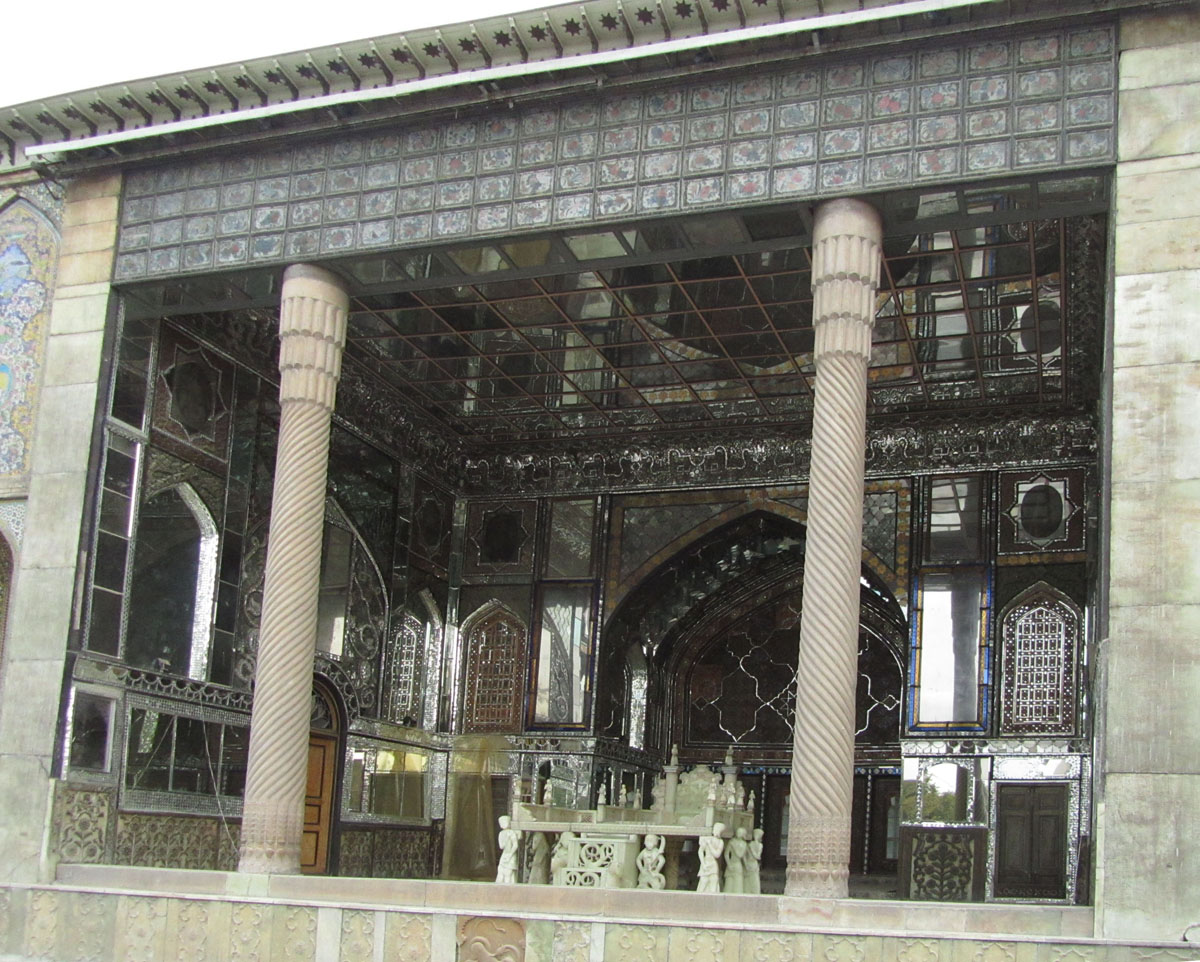
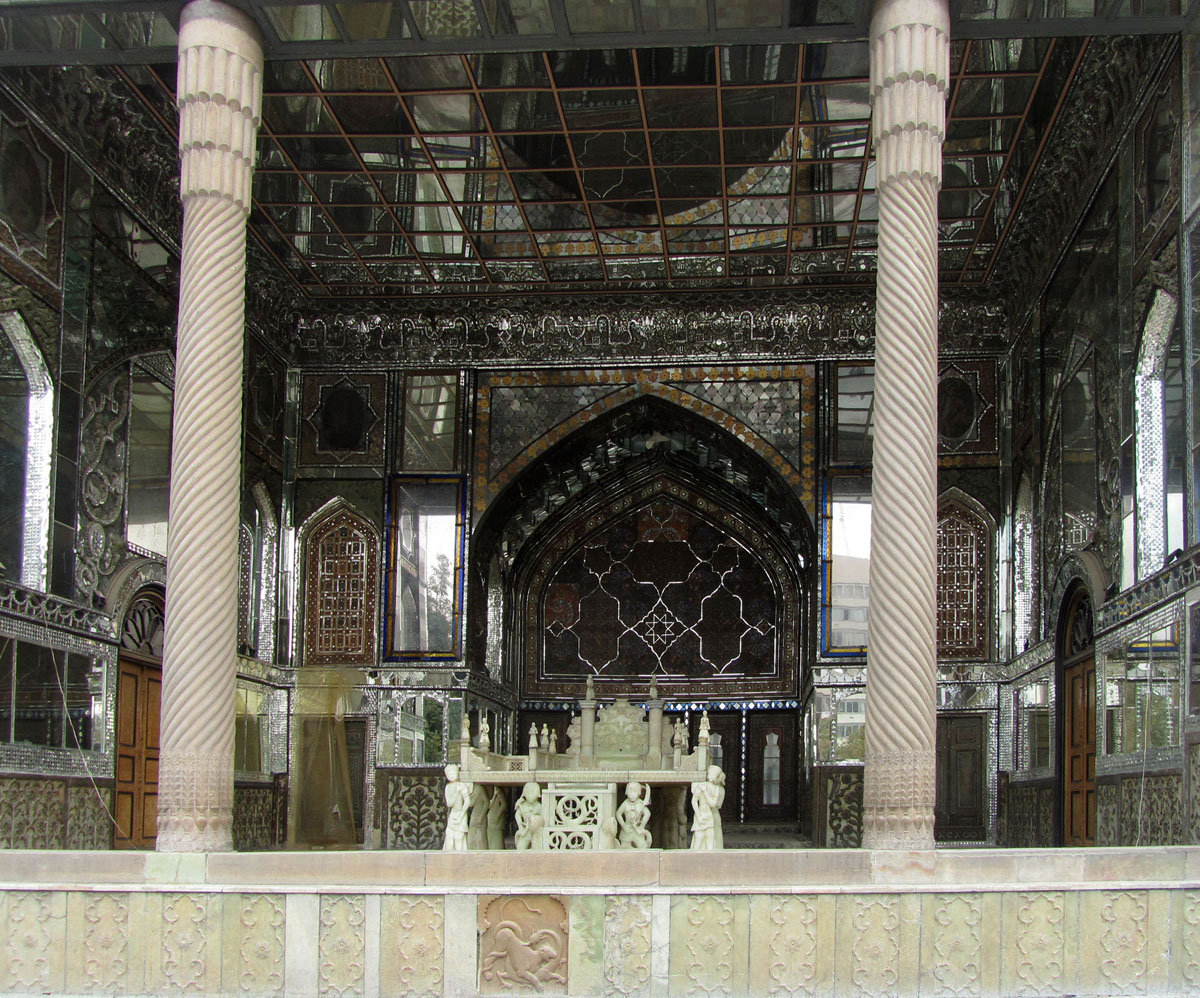
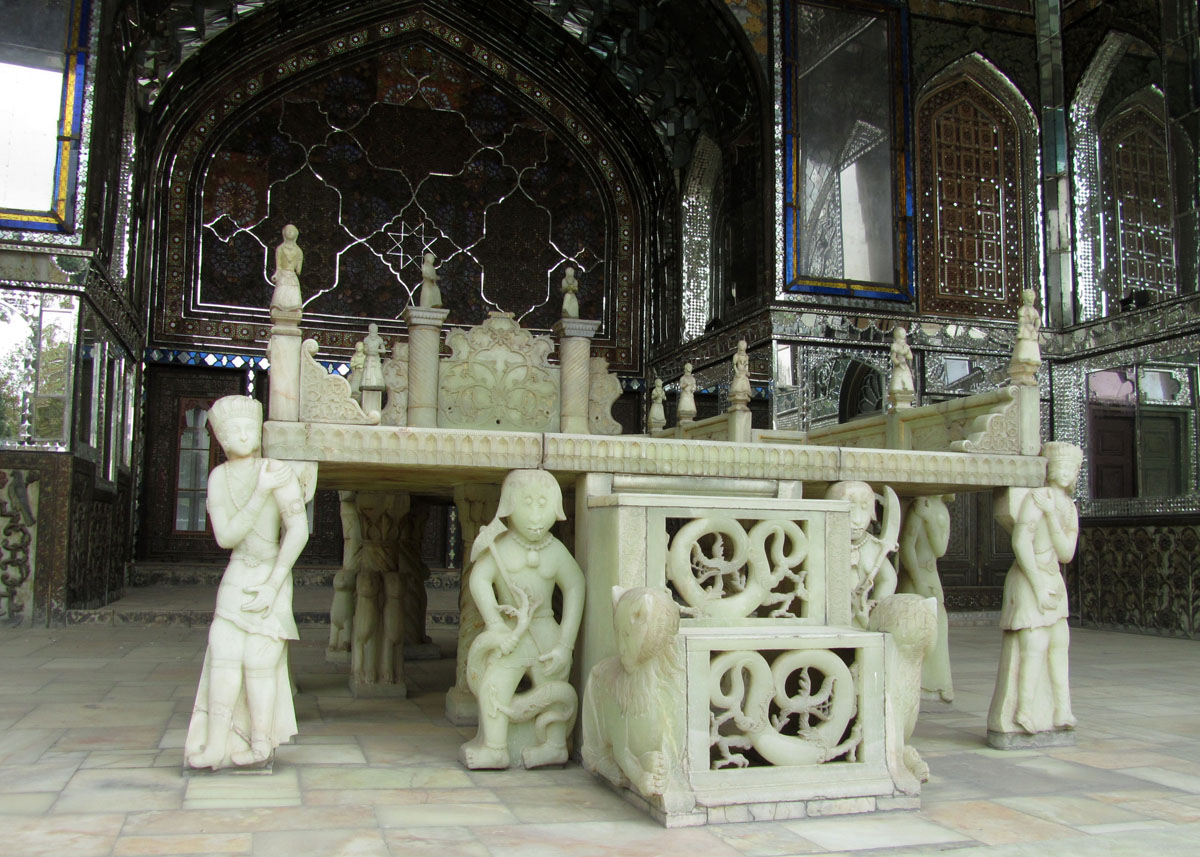
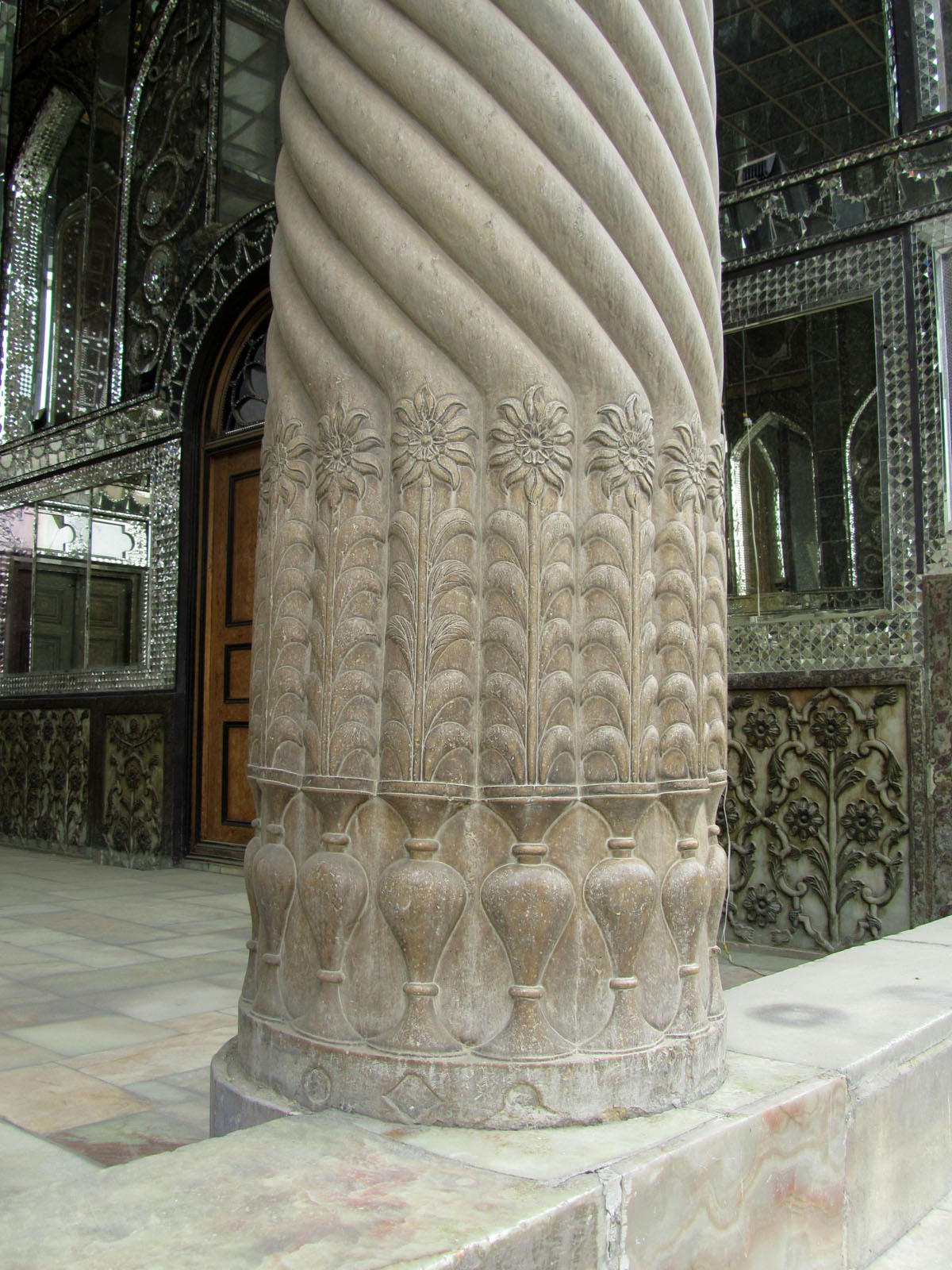
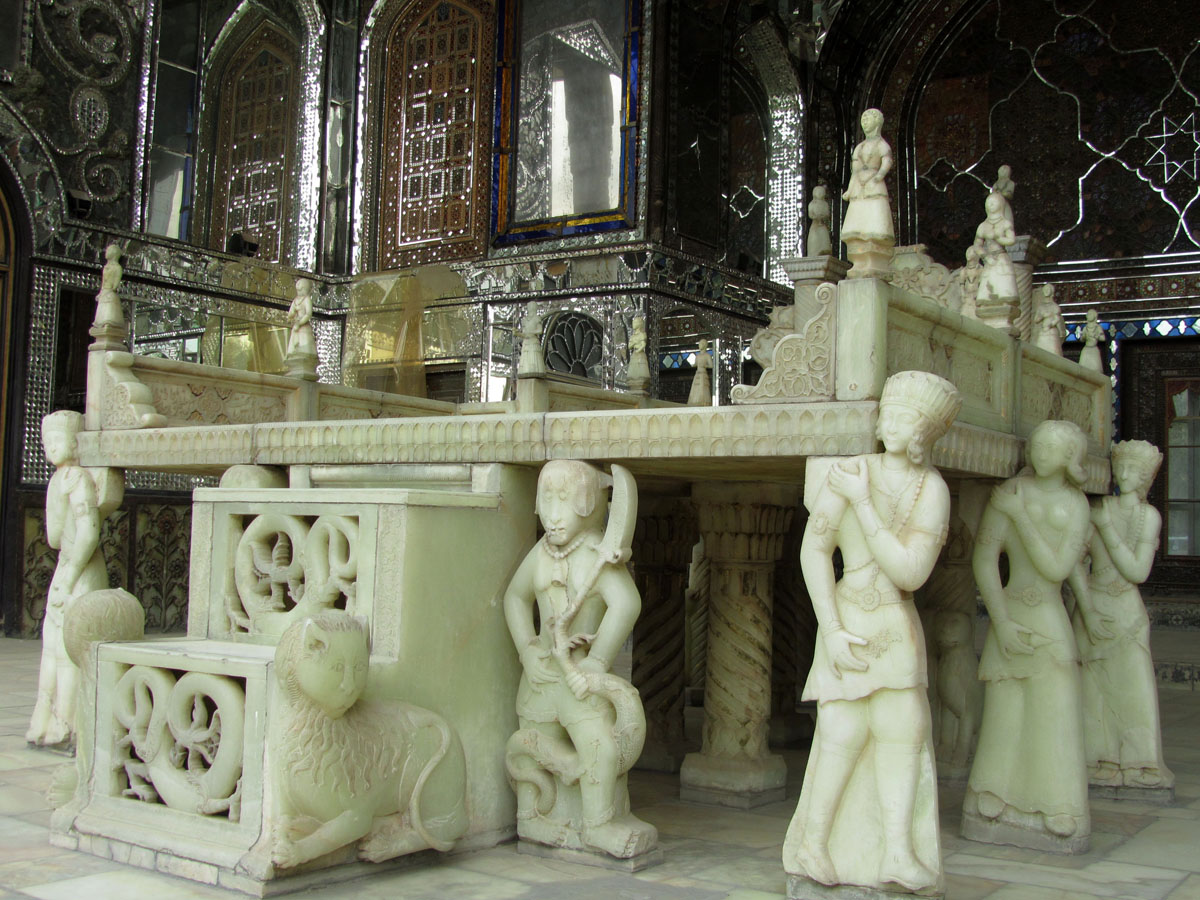
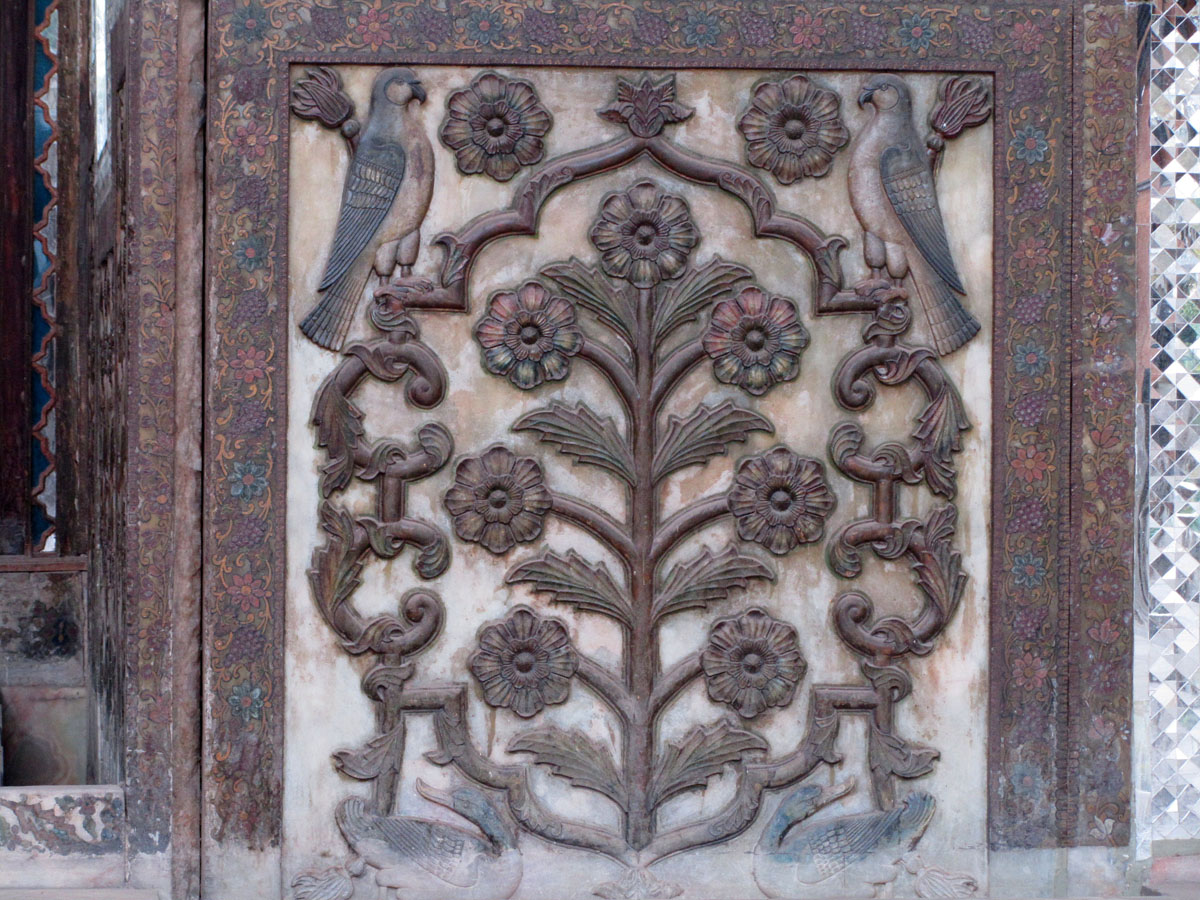